# Vrbovec (huyện Znojmo)
Vrbovec là một làng thuộc huyện Znojmo, vùng Jihomoravský, Cộng hòa Séc.